# 1579 год в литературе

## События
- Пётр Скарга стал первым ректором виленской Академии и университета (Almae Academia et Universitas Vilnensis Societatis Jesu), из которой впоследствии вырос Вильнюсский университет.
- Опубликован английский перевод «Сравнительных жизнеписаний» Жака Амио, которым пользовался Шекспир при работе над его историческими трагедиями, выполненный Томасом Нортом с французской версии Амио[1].

## Книги
- Между 1579 и 1593 годами чешскими братьями отпечатан первый полный перевод Библии на чешский язык — «Кралицкая Библия».

## Родились
- 9 февраля — Йоханнес Меурзий, голландский историк, филолог, издатель (умер 1639).
- 27 мая — Чимальпаин, мексиканский писатель, историк, автор множества работ по истории Мексики (умер 1660).
- 1 июля — Иоханнес Мессениус, шведский историк, писатель (умер 1636).
- 1 августа — Луис Велес де Гевара, испанский драматург и романист (умер 1644).
- 23 августа — Томас Демпстер, шотландский учёный и историк, автор работы об этрусках («Семь книг о Королевской Этрурии» на латинском языке, первое детальное исследование каждого аспекта этрусской цивилизации) (умер 1625).
- 16 сентября — Самуил Костер, голландский драматург (умер 1665).
- декабрь — Джон Флетчер, английский драматург (умер 1625).

## Умерли
- 12 марта — Алессандро Пикколомини, итальянский писатель, драматург, поэт, переводчик, гуманист (родился в 1508 г.)

## Без точной даты
- Джованни Баттиста Адриани, итальянский историк, писатель (родился в 1511 или 1513 году)
- Антон Далматин[2] (Далматский[3])(хорв. Antun Dalmatin) — хорватский писатель, переводчик и издатель глаголических книг в реформационном духе в середине[2] XVI века[4].